# Myrcia insularis
Myrcia insularis är en myrtenväxtart som beskrevs av George Gardner. Myrcia insularis ingår i släktet Myrcia och familjen myrtenväxter. Inga underarter finns listade i Catalogue of Life.